# Gajewniki-Kolonia
Gajewniki-Kolonia (pronunciación: [gajev'ɲikʲi kɔ'lɔɲʲa]) es un pueblo en Polonia central, situado en el Voivodato de Łódź, en el distrito de Zduńska Wola, en el municipio de Zduńska Wola. Se halla más o menos a 4 kilómetros al este de Zduńska Wola y a 38 kilómetros al suroeste de la capital del voivodato - Łódź. En las proximidades hay también un pueblo Gajewniki. La población de Gajewniki-Kolonia es 160. Entre 1975 y 1998 el pueblo perteneció al Voivodato de Sieradz.